# فيلامين بوستوموس فان دير خوت
فيلامين بوستوموس فان دير خوت (بالهولندية: Willemijn Posthumus-van der Goot)‏ (2 مايو 1897 – 16 يناير 1989، التي عُرفت باسمها الأدبي بيغي فلوغ) كانت عالمة اقتصادية، ونسوية، ومذيعة إذاعية هولندية. ركزت أعمالها على تأثير المرأة العاملة في الاقتصاد، وذلك بصفتها أول امرأة تنال درجة الدكتوراه في الاقتصاد في هولندا. انضمت فيلامين إلى نساء نسويات أخريات لإنشاء المحفوظات الدولية للحركة النسوية في عام 1935، إدراكًا منها بوجود عدد قليل من المصادر. فنّدت مزاعم الحكومة حول أن النساء اللواتي يعملن خارج المنزل ليس لهن أي فائدة، وذلك من خلال كتابة تقارير عن عمل المرأة. تشكّل مجلس الأسرة، الذي اقتُرح لأول مرة في عام 1939، والذي رأت فيلامين أنه منظمة لتشجيع تدريب العمال المنزليين وتنظيمهم، في عام 1950. أسست فيلامين الرابطة الدولية للنساء في الإذاعة والتلفاز، بصفتها منظمة للتطوير المهني والتواصل في عام 1949، وشاركت في تعزيز السلامية بصفتها ناشطة للسلام، واعتقدت أن النساء يتمتعن بقدرات فريدة لحل مشاكل العالم، وأنشأت المعهد العلمي الدولي للتخريج الأنثوي. عُيّنت فيلامين بوستوموس فان دير خوت في عام 1982، تقديرًا لإسهاماتها الكبيرة في الحركة الهولندية النسوية، ضابطًا وفق تصنيف وسام عائلة أوراني ناساو. كرمتها حكومة إسرائيل في عام 2008، هي وزوجها وأختها، وصنفتهم من الصالحين بين الأمم، لرعايتهم الأطفال اليتامى خلال الاحتلال الهولندي من قبل النازيين.

## مسيرتها المهنية
في 19 يناير عام 1931 في لندن، وبعد فترة وجيزة من استكمال دراستها، تزوجت فان دير خوت بأستاذ التاريخ الاقتصادي نيكولاس ويلهيلموس بوستوموس الذي التقته في أثناء دراستها. بدأت تساعد زوجها في عمله عندما كانت غير قادرة على العثور على عمل، لا سيما بسبب القيود الحكومية المفروضة على النساء المتزوجات العاملات خلال فترة الكساد العظيم. ابتداءً من عام 1933، أعدت معلومات إحصائية لدراسة نيكولاس حول تاريخ صناعة الصفائح المعدنية في ليدز وحول عمله في تاريخ التسعير الهولندي. أصبحت أيضًا أكثر نشاطًا بصفتها نسوية، إذ حضرت مؤتمرًا استضافته جمعية حقوق المرأة في عام 1934، تحدث حول حقوق المرأة والمساواة في المواطنة. أدركت فيلامين في المؤتمر قلة المعرفة المتوفرة حول المساهمات الاقتصادية للمرأة، فساعدت في تنظيم مؤتمر في العام التالي عُقد في بيتلهوفين، أسفر عن إنشاء لجنة عمل الشباب، الذي أصبحت رئيسةً له خلال فترة وجيزة. بدأت في نفس العام تحليلًا اقتصاديًا للجنة الحفاظ على حرية المرأة في العمل لتقييم تأثير النساء العاملات. أكدت أبحاثها أن إنتاجية الأسر التي تعمل فيها النساء خارج المنزل أكبر وأكثر كفاءة من تلك التي تعمل فيها المرأة بصفتها ربة منزل فقط.